# (4) Westa
(4) Westa – czwarta odkryta planetoida z pasa planetoid krążących po orbitach pomiędzy Marsem a Jowiszem.

## Odkrycie i nazwa
Planetoida (4) Westa została odkryta przez niemieckiego astronoma Heinricha Wilhelma Olbersa 29 marca 1807 roku w Bremie. Nazwa pochodzi od bogini ogniska domowego z mitologii rzymskiej – Westy.

## Orbita
Orbita planetoidy Westy nachylona jest pod kątem 7,14° do ekliptyki, a jej mimośród wynosi 0,090. Krąży w średniej odległości 2,36 j.a. wokół Słońca. Na pełne okrążenie potrzebuje 3 lata i 229 dni. Jest największą przedstawicielką rodziny planetoid Westa.

## Właściwości fizyczne

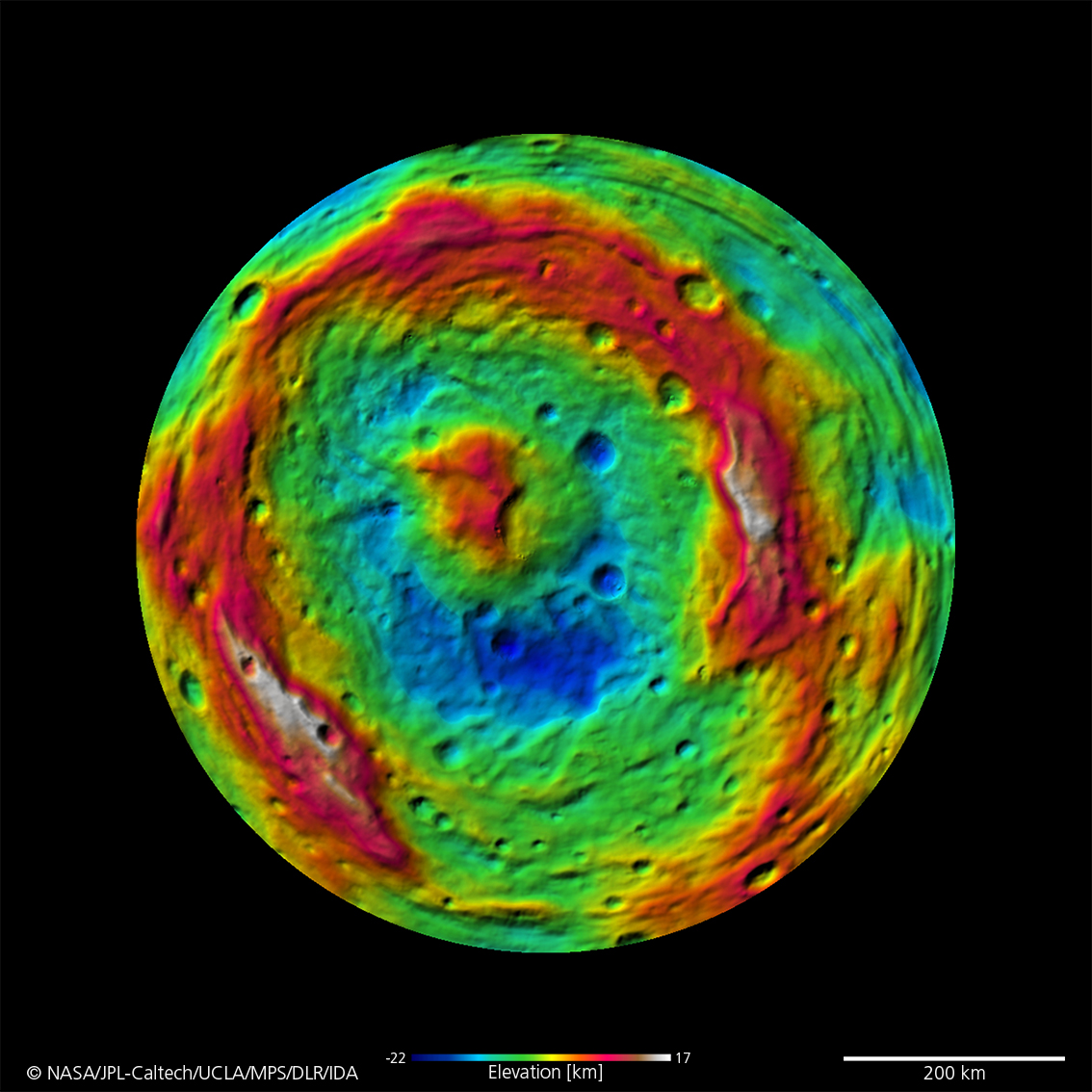
Mapa topograficzna południowej półkuli Westy ukazująca różnice wysokości i wielkie baseny uderzeniowe Rheasilvia i Veneneia (dolny, częściowo zakryty)

Westa jest drugim pod względem masy (po (1) Ceres) ciałem krążącym w pasie planetoid i także drugim co do wielkości (po Ceres; przez dłuższy czas jako nieco większe szacowano także rozmiary (2) Pallas). Masa Westy jest szacowana na 2,70×1020 kg, średnia gęstość zaś na 3,456 g/cm³. Dość szybko wiruje – na jeden obrót potrzebuje 5 godzin, 20 minut i 31 sekund.

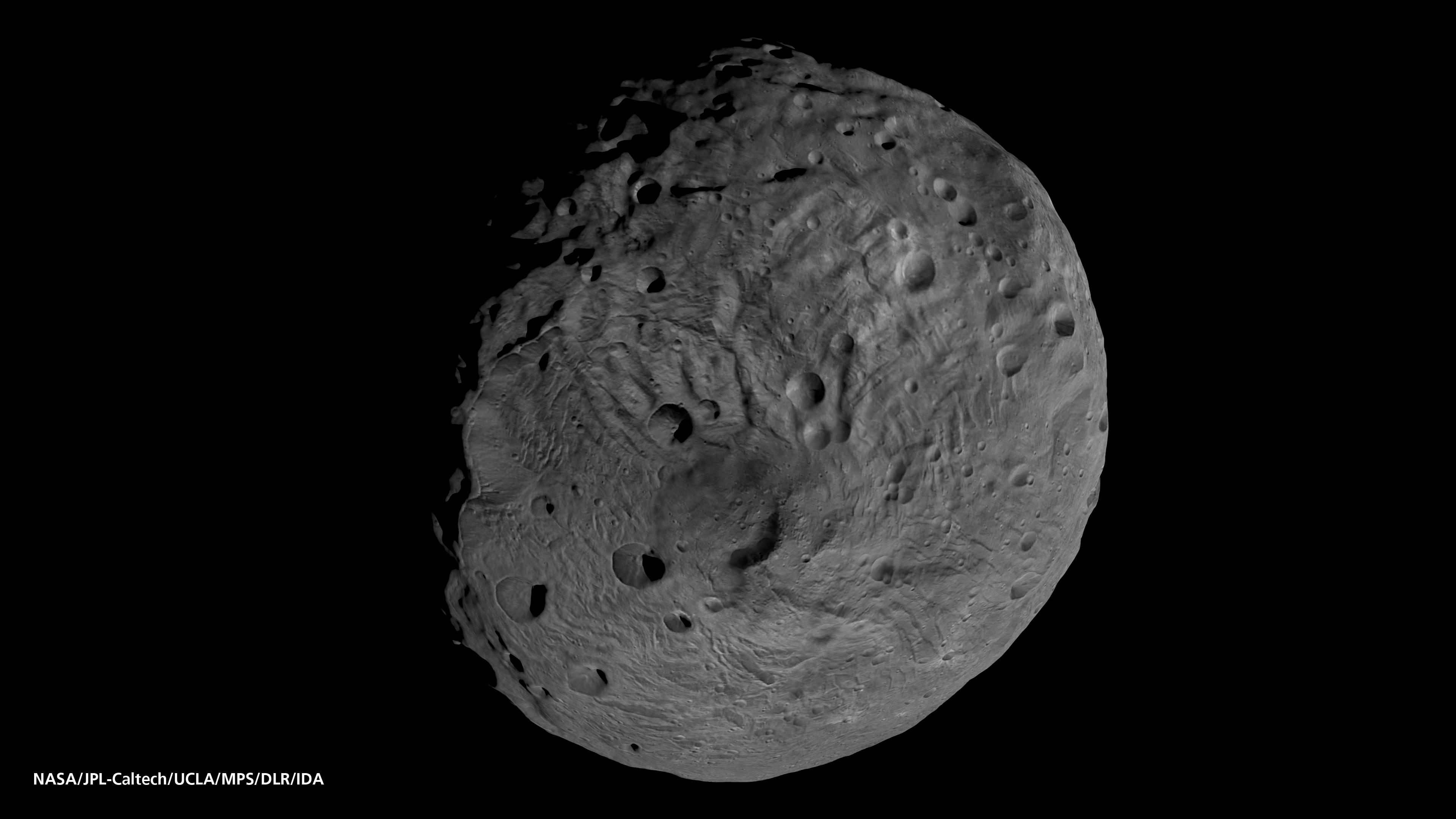
Południowa półkula Westy

Albedo Westy jest stosunkowo duże w porównaniu do innych tego typu obiektów i wynosi 0,423. W sprzyjających warunkach jest dostrzegalna nieuzbrojonym okiem. Maksimum jasności, jaką może ona osiągnąć to 5,1m. Jej absolutna wielkość gwiazdowa sięga natomiast 3,25m.
Westa ma nieregularny kształt o rozmiarach 572,6 × 557,2 × 446,4 km (± 0,2 km), bliski elipsoidzie spłaszczonej w równowadze grawitacyjnej, ale zniekształcenie na biegunie (basen uderzeniowy) i masa mniejsza niż 5×1020 kg uniemożliwiły automatyczne uznanie jej za planetę karłowatą według definicji Międzynarodowej Unii Astronomicznej. Westa może zostać w przyszłości uznana za planetę karłowatą, jeśli zostanie ustalone, że jej kształt, pomijając kratery, określiła równowaga hydrostatyczna.

### Powierzchnia

Animacja przedstawiająca obrót planetoidy

Największym kraterem na powierzchni Westy, który udało się zaobserwować z Ziemi teleskopem Hubble’a jest basen uderzeniowy Rheasilvia o średnicy ok. 460 km, z wyraźnym wypiętrzeniem centralnym. Wały tego krateru mają wysokość od 4 do 12 km powyżej otaczającego terenu, a wzniesienie centralne ma wysokość 23 km od podstawy (jest około trzykrotnie wyższa od Mount Everestu).
Badania spektroskopowe pokazują, że na powierzchni Westy mało jest minerałów zawierających wodę i wodorotlenki.
Westa jest także źródłem pochodzenia niektórych meteorytów spadających na Ziemię, nazywanych meteorytami HED. Należą do nich howardyty, eukryty i diogenity, które zostały wyrzucone z niej w wyniku największych zderzeń (w szczególności tego, które utworzyło basen Rheasilvia).

### Budowa

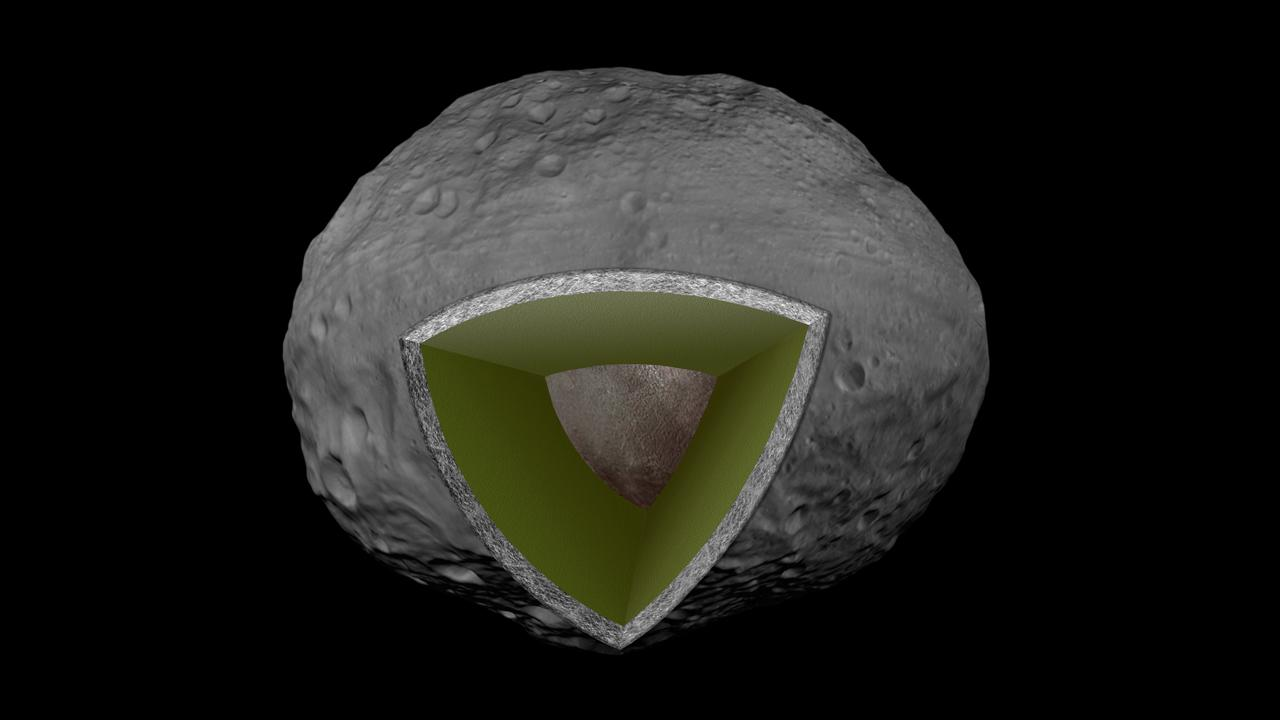
Budowa wewnętrzna Westy

Westa ma przypuszczalnie budowę podobną do planet grupy ziemskiej i posiada żelazne jądro, którego promień jest szacowany na 107 do 113 km, otoczone płaszczem zawierającym oliwiny, oraz skorupą składającą się w większości z bazaltów. Skład meteorytów wskazuje jasno, że na Weście występowały zjawiska wulkaniczne, ale obserwacje sondy Dawn nie ukazały spodziewanych potoków lawy i innych form terenu pochodzenia wulkanicznego. Tłumaczy się to tym, że wulkanizm występował tylko w pierwszych 100 milionach lat istnienia planetoidy, a powierzchnia Westy została od tego czasu silnie zerodowana przez uderzenia mniejszych ciał.

## Misje badawcze
27 września 2007 roku NASA wysłała w kierunku Westy i Ceres sondę kosmiczną Dawn. 3 maja 2011 rozpoczęła ona obserwacje Westy, a 16 lipca 2011 około 05:00 UTC weszła na wstępną orbitę wokół planetoidy. Do 5 września 2012 sonda pozostawała sztucznym satelitą Westy, następnie opuściła jej orbitę i skierowała się ku planecie karłowatej Ceres.
Jest to pierwsza sonda, która weszła na orbitę obiektu znajdującego się w pasie głównym planetoid.